# Aital
Aital – imię męskie pochodzące z języka perskiego i oznaczające „biały, świetlisty”.  
Patronem tego imienia w Kościołach katolickim i prawosławnym jest św. Aital z Persji, wspominany razem ze św. Acepsymem i św. Józefem.
W arabskiej Księdze zakopanych pereł znany kolos z Amathus, zidentyfikowany w okresie międzywojennym jako Bes staje się gnomem o imieniu Ajtallach. Zgodnie z niektórymi źródłami rosyjskimi, rozwiniętą formą imienia jest Айталлах (Ajtałłach). 
Aital imieniny obchodzi 22 kwietnia, w dzień wspomnienia św. Aitala.

## Imię Aital w innych językach
- angielski – Aithala[5] i Aeithalas, Aethalas, Aithalas, Aithilahas, Haifal, Haiphal[6]
- niemiecki – Aithalas (Aithilahas)[7]
- rosyjski – Аифал (Aifał), notowany też jako Анфал (Anfał)[8], zdrobnienia: Фаля, Фаша[9]
- włoski – Aitala[10]

## Mężczyźni o imieniu Aital
- Aital Witoszyński (1846-1913) – burmistrz Sanoka w latach 1898–1905.